# Selenarctia elissa
Selenarctia elissa là một loài bướm đêm thuộc phân họ Arctiinae, họ Erebidae.